# 五百人會議
五百人會議，又譯作五百人議事會，是古希臘城邦雅典的民主政制的核心，它的職責是落實公民大會的決策，是一個總司一切事務的行政組織，為前6世紀晚期克利斯提尼改革時創立的機構，此機構一直延續到前3世紀。前身四百人會議，是由雅典傳統的四個大部落，各提供一百人所組成，及後經歷克利斯提尼改革，傳統四大部落被打散，改組成十個新部落，五百人會議亦隨之代替四百人會議。

## 議員組成
克利斯提尼改革中，以十個新的部族取代原有的部族。而五百人會議由五百個年滿三十歲的公民組成，每個部落皆平均的派出五十個議員，由於每一個特里提斯（意譯作三分部，即trittys）及德謨人口皆不平均，所以每一個特里提斯及德謨所派出的代表皆並不平均，但每一部落所屬的三個特里提斯的議席總數必是五十人。
議員的地理分佈大都集中於城郊。克里斯提尼將雅典分配作三個不同地區，包括沿海地區、內陸地區、以及雅典城及其近郊組成的城市地區，內陸地區的議員人數大致有一百七十四人、而沿海地區則有一百九十六人、城市地區則有一百三十個議員。在城市地區之中，雅典城派出了二十八個議員、雅典城的周邊郊野派出了二十九人，故此出身雅典城的議員有五十七固，而比雷埃夫斯也有十名議員。
和其他行政官員一樣，五百人會議的議員任期是一年，而且不得連任，每個公民一生也最多只可以擔當議員兩次。和四百人會議一樣，議員資格是五百桶戶階層（pentakosiomedimnoi）、騎士階層（hippies）、有軛牲階層（zeugitai）的成員才可參選，雇工階層（thetes）是被排除出外的。

## 運作
五百人會議每日在雅典城中亞哥拉市集中的大會堂內召開會議，除了節慶及凶兆日子外，會議皆會舉行。會議容許居住在城外僻遠地區的議員間歇地的出席會議，不過若太常缺席會受到其他議員非議，而且會為令各代表不論居於城內或僻遠地區皆須承擔會議責任，會議進一步設制五十人團（Prytaneis），由五百人會議中各個部族的成員輪流中擔任，類似常務委員會般按每個部團期（prytany）輪流執掌雅典政務。十個部落擔任五十人團的次序由抽籤決定。首四個部團期為三十六日，其餘六個部團期則是三十五日（雅典历法为阴阳历，一年为354天）。整個五十人團在所屬部團期內均須住在大會堂旁的建築中起居，如此便確保每名成員均出席至少十分之一的會議。每一天五十人團均需抽出一人出任主持人，主持人須全日待命以應付突發事件，並主持該日的五百人會議。如果當日舉行公民大會，他也必須負責主持公民大會。

## 職責
五百人會議握有的最重要權力，是安排公民大會的所有議程，包括向公民大會起草議案（稱作probouleumata）、及預先審查提交公民大會的議案。他們也負責某些外交事項，如接待外交使節，而會議最重要的責任是執行公民大會的決議。

## 特權
議員們在擔任職務期間擁有一些特權，包括免服兵役，在城邦中的慶典中享有特別坐位，以及可以頭戴桃金孃製成的冠冕彰顯身份。而在西元前四五零年後，議員也可領取一天兩個obol（六個obol等於一個德拉克馬，一個工匠的日薪約為一個德拉克馬）的薪資。

## 結論
在議席分配上，反映出整個雅典城邦基本上仍是一個以鄉郊為主的社會，因為整個雅典城及比里夫斯港的議席僅佔全會議的一小部分。而且反映了雅典城中的非公民比率較之城內其他地區為高，因為估計的古雅典城的人口應佔有整個城邦的人口百分之二十，但按人口比例分配的議員數中顯示，城邦出身的議員僅有百分之十二，反映城中居住有較他區為多的外籍人口及奴隸。
而且會議的組成全由五百桶戶、hippeis、zeugitai三個階級組成，反映了克里斯提尼的改革仍蘊含著某些保守色彩。最後會議及五十人團輪替之頻密、特別職務由抽籤選出、加上每個部落各來自三個不同地區等無常的特性令任何利益團體皆不能掌控會議，反映會議的組成某程度上是避免了派爭鬥的惡果。